# What Became of the Likely Lads EP
What Became of the Likely Lads är en EP av The Libertines som släpptes 2004.

## Låtlista

### CD 1
1. "What Became of the Likely Lads"
2. "Skag and Bone Man" (Live, Brixton, 6 March 2004)
3. "Time for Heroes" (Live, Brixton, 6 March 2004)

### CD 2
1. "What Became of the Likely Lads" (Re-worked)
2. "The Delaney" (Live, Brixton, 6 March 2004)

### 7"
1. "What Became of the Likely Lads"
2. "Boys In The Band" (Live, Brixton, 6 March 2004)